# 2006-os rövid pályás úszó-Európa-bajnokság
A 2006-os rövid pályás úszó-Európa-bajnokságot december 7. és december 10. között rendezték meg a finnországi Helsinkiben a Mäkelänrinne Úszócentrumban, ahol korábban a 2000-es úszó-Európa-bajnokságra is sor került.
A versenyen három világrekordot (ebből kettő az előfutamokban) és 8 Európa-csúcsot állítottak fel a versenyzők.

## Éremtáblázat
(A táblázatban Magyarország eltérő háttérszínnel kiemelve.)
| Helyezés | Nemzet             | Arany | Ezüst | Bronz | Összesen |
| 1.       | Németország        | 6     | 6     | 3     | 15       |
| 2.       | Franciaország      | 5     | 3     | 3     | 11       |
| 3.       | Olaszország        | 4     | 3     | 2     | 9        |
| 4.       | Oroszország        | 4     | 1     | 4     | 9        |
| 5.       | Lengyelország      | 3     | 5     | 4     | 12       |
| 6.       | Ukrajna            | 3     | 4     | 1     | 8        |
| 7.       | Svédország         | 3     | 3     | 3     | 9        |
| 8.       | Magyarország       | 2     | 3     | 1     | 6        |
| 8.       | Hollandia          | 2     | 3     | 1     | 6        |
| 10.      | Egyesült Királyság | 1     | 2     | 5     | 8        |
| 11.      | Finnország         | 1     | 1     | 1     | 3        |
| 12.      | Szlovénia          | 1     | 1     | 0     | 2        |
| 12.      | Szerbia            | 1     | 1     | 0     | 2        |
| 14.      | Spanyolország      | 1     | 0     | 1     | 2        |
| 15.      | Horvátország       | 1     | 0     | 0     | 1        |
| 16.      | Litvánia           | 0     | 2     | 0     | 2        |
| 17.      | Norvégia           | 0     | 0     | 2     | 2        |
| 17.      | Szlovákia          | 0     | 0     | 2     | 2        |
| 19.      | Bulgária           | 0     | 0     | 1     | 1        |
| 19.      | Görögország        | 0     | 0     | 1     | 1        |
| 19.      | Izland             | 0     | 0     | 1     | 1        |
| 19.      | Izrael             | 0     | 0     | 1     | 1        |
| 19.      | Románia            | 0     | 0     | 1     | 1        |
|          | Összesen           | 38    | 38    | 38    | 114      |

## Érmesek
- WR – világrekord
- CR – Európa-bajnoki rekord
- ER – Európa-rekord (európai versenyző által elért eddigi legjobb eredmény)

### Férfi
| Versenyszám              | Arany                                                                           | Arany       | Ezüst                                                                            | Ezüst    | Bronz                                                                              | Bronz    |
| ------------------------ | ------------------------------------------------------------------------------- | ----------- | -------------------------------------------------------------------------------- | -------- | ---------------------------------------------------------------------------------- | -------- |
| 50 m-es gyorsúszás       | Eduard Lorente Ginesta · Spanyolország                                          | 21,53       | Milorad Čavić · Szerbia Szerbia                                                  | 21,60    | Julien Sicot · Franciaország                                                       | 21,68    |
| 100 m-es gyorsúszás      | Filippo Magnini · Olaszország                                                   | 46,81       | Stefan Nystrand · Svédország                                                     | 47,05    | Alain Bernard · Franciaország                                                      | 47,24    |
| 200 m-es gyorsúszás      | Filippo Magnini · Olaszország                                                   | 1:42,54     | Massimiliano Rosolino · Olaszország                                              | 1:44,17  | Paweł Korzeniowski · Lengyelország                                                 | 1:44,41  |
| 400 m-es gyorsúszás      | Jurij Prilukov · Oroszország                                                    | 3:39,02     | Przemysław Stańczyk · Lengyelország                                              | 3:39,92  | Paweł Korzeniowski · Lengyelország                                                 | 3:40,40  |
| 1500 m-es gyorsúszás     | Jurij Prilukov · Oroszország                                                    | 14:16,13 ER | Mateusz Sawrymowicz · Lengyelország                                              | 14:28,43 | Sebastien Rouault · Franciaország                                                  | 14:39,06 |
|                          |                                                                                 |             |                                                                                  |          |                                                                                    |          |
| 50 m-es hátúszás         | Helge Meeuw · Németország                                                       | 23,70       | Thomas Rupprath · Németország                                                    | 23,92    | Ľuboš Križko · Szlovákia                                                           | 24,19    |
| 100 m-es hátúszás        | Arkagyij Vjacsanyin · Oroszország                                               | 51,11       | Helge Meeuw · Németország                                                        | 51,16    | Thomas Rupprath · Németország                                                      | 52,02    |
| 200 m-es hátúszás        | Arkagyij Vjacsanyin · Oroszország                                               | 1:49,98 ER  | Helge Meeuw · Németország                                                        | 1:53,45  | Răzvan Florea · Románia                                                            | 1:53,71  |
|                          |                                                                                 |             |                                                                                  |          |                                                                                    |          |
| 50 m-es mellúszás        | Oleg Liszogor · Ukrajna                                                         | 26,50 CR    | Alessandro Terrin · Olaszország                                                  | 26,92    | Darren Mew · Egyesült Királyság                                                    | 27,23    |
| 100 m-es mellúszás       | Oleg Liszogor · Ukrajna                                                         | 58,14       | Valerij Gyimo · Ukrajna                                                          | 58,64    | Alexander Dale Oen · Norvégia                                                      | 58,70    |
| 200 m-es mellúszás       | Gyurta Dániel · Magyarország                                                    | 2:06,58     | Sławomir Kuczko · Lengyelország                                                  | 2:06,61  | Paolo Bossini · Olaszország                                                        | 2:07,13  |
|                          |                                                                                 |             |                                                                                  |          |                                                                                    |          |
| 50 m-es pillangóúszás    | Alexei Puninski · Horvátország                                                  | 23,21       | Thomas Rupprath · Németország                                                    | 23,34    | Örn Arnarson · Izland                                                              | 23,55    |
| 100 m-es pillangóúszás   | Milorad Čavić · Szerbia Szerbia                                                 | 50,63       | Peter Mankoč · Szlovénia                                                         | 50,78    | Nikolay Skvortsov · Oroszország                                                    | 51,17    |
| 200 m-es pillangóúszás   | Paweł Korzeniowski · Lengyelország                                              | 1:52,33     | Cseh László · Magyarország                                                       | 1:53,08  | Nikolay Skvortsov · Oroszország                                                    | 1:53,10  |
|                          |                                                                                 |             |                                                                                  |          |                                                                                    |          |
| 100 m-es vegyes úszás    | Peter Mankoč · Szlovénia                                                        | 53,05       | Vytautas Janušaitis · Litvánia                                                   | 53,66    | Aleksander Hetland · Norvégia                                                      | 53,70    |
| 200 m-es vegyes úszás    | Cseh László · Magyarország                                                      | 1:54,43     | Vytautas Janušaitis · Litvánia                                                   | 1:56,20  | Kerékjártó Tamás · Magyarország                                                    | 1:57,12  |
| 400 m-es vegyes úszás    | Luca Marin · Olaszország                                                        | 4:01,71     | Cseh László · Magyarország                                                       | 4:03,39  | Joannisz Drimonakosz · Görögország                                                 | 4:05,94  |
|                          |                                                                                 |             |                                                                                  |          |                                                                                    |          |
| 4 × 50 m-es gyorsváltó   | Svédország · Stefan Nystrand · Petter Stymne · Marcus Piehl · Jonas Tilly       | 1:24,89 WR  | Franciaország · Frederick Bousquet · Julien Sicot · David Maitre · Alain Bernard | 1:25,16  | Hollandia · Johan Kenkhuis · Bas van Velthoven · Robin van Aggele · Mitja Zastrow  | 1:26,03  |
| 4 × 50 m-es vegyes váltó | Németország · Helge Meeuw · Johannes Neumann · Thomas Rupprath · Jens Schreiber | 1:34,06 WR  | Finnország · Tero Räty · Jarno Pihlava · Jere Hård · Matti Rajakylä              | 1:34,95  | Olaszország · Cesare Pizzirani · Alessandro Terrin · Rudy Goldin · Filippo Magnini | 1:35,20  |

### Női
| Versenyszám              | Arany                                                                                       | Arany      | Ezüst                                                                                        | Ezüst   | Bronz                                                                                       | Bronz   |
| ------------------------ | ------------------------------------------------------------------------------------------- | ---------- | -------------------------------------------------------------------------------------------- | ------- | ------------------------------------------------------------------------------------------- | ------- |
| 50 m-es gyorsúszás       | Marleen Veldhuis · Hollandia                                                                | 23,69 CR   | Therese Alshammar · Svédország                                                               | 23,76   | Hanna-Maria Seppälä · Finnország                                                            | 24,57   |
| 100 m-es gyorsúszás      | Marleen Veldhuis · Hollandia                                                                | 52,41 CR   | Alena Popchanka · Franciaország                                                              | 52,91   | Josefin Lillhage · Svédország                                                               | 53,09   |
| 200 m-es gyorsúszás      | Alena Popchanka · Franciaország                                                             | 1:54,25 ER | Otylia Jędrzejczak · Lengyelország                                                           | 1:54,39 | Josefin Lillhage · Svédország                                                               | 1:54,75 |
| 400 m-es gyorsúszás      | Laure Manaudou · Franciaország                                                              | 3:56,09 WR | Federica Pellegrini · Olaszország                                                            | 3:59,96 | Joanne Jackson · Egyesült Királyság                                                         | 4:01,48 |
| 800 m-es gyorsúszás      | Laure Manaudou · Franciaország                                                              | 8:12,24    | Anasztázia Ivanenko · Oroszország                                                            | 8:18,90 | Erika Villaecija · Spanyolország                                                            | 8:20,09 |
|                          |                                                                                             |            |                                                                                              |         |                                                                                             |         |
| 50 m-es hátúszás         | Janine Pietsch · Németország                                                                | 27,32      | Irina Amsennikova · Ukrajna                                                                  | 27,44   | Anna Gostomelsky · Izrael                                                                   | 27,50   |
| 100 m-es hátúszás        | Laure Manaudou · Franciaország                                                              | 57,87      | Antje Buschschulte · Németország                                                             | 58,20   | Irina Amsennikova · Ukrajna                                                                 | 59,03   |
| 200 m-es hátúszás        | Esther Baron · Franciaország                                                                | 2:04,08 ER | Irina Amsennikova · Ukrajna                                                                  | 2:04,57 | Elizabeth Simmonds · Egyesült Királyság                                                     | 2:05,93 |
|                          |                                                                                             |            |                                                                                              |         |                                                                                             |         |
| 50 m-es mellúszás        | Janne Schäfer · Németország                                                                 | 30,43      | Kate Haywood · Egyesült Királyság                                                            | 30,88   | Elena Bogomazova · Oroszország                                                              | 30,98   |
| 100 m-es mellúszás       | Anna Klisztunova · Ukrajna                                                                  | 1:05,73    | Kirsty Balfour · Egyesült Királyság                                                          | 1:06,57 | Janne Schäfer · Németország                                                                 | 1:07,32 |
| 200 m-es mellúszás       | Kirsty Balfour · Egyesült Királyság                                                         | 2:21,82    | Anne Poleska · Németország                                                                   | 2:23,12 | Beata Kamińska · Lengyelország                                                              | 2:24,87 |
|                          |                                                                                             |            |                                                                                              |         |                                                                                             |         |
| 50 m-es pillangóúszás    | Therese Alshammar · Svédország                                                              | 25,36 CR   | Inge Dekker · Hollandia                                                                      | 25,60   | Anna-Karin Kammerling · Svédország                                                          | 25,92   |
| 100 m-es pillangóúszás   | Antje Buschschulte · Németország                                                            | 56,94      | Inge Dekker · Hollandia                                                                      | 57,19   | Martina Moravcová · Szlovákia                                                               | 57,69   |
| 200 m-es pillangóúszás   | Otylia Jędrzejczak · Lengyelország                                                          | 2:04,94 ER | Boulsevicz Beatrix · Magyarország                                                            | 2:06,73 | Jessica Dickons · Egyesült Királyság                                                        | 2:07,36 |
|                          |                                                                                             |            |                                                                                              |         |                                                                                             |         |
| 100 m-es vegyes úszás    | Hanna-Maria Seppälä · Finnország                                                            | 1:00,45    | Ganna Dzerkaľ · Ukrajna                                                                      | 1:00,50 | Svitlana Khakhlova · Fehéroroszország                                                       | 1:00,78 |
| 200 m-es vegyes úszás    | Katarzyna Baranowska · Lengyelország                                                        | 2:09,47    | Camille Muffat · Franciaország                                                               | 2:10,83 | Aleksandra Urbańczyk · Lengyelország                                                        | 2:10,89 |
| 400 m-es vegyes úszás    | Alessia Filippi · Olaszország                                                               | 4:31,58    | Katarzyna Baranowska · Lengyelország                                                         | 4:32,78 | Anasztázia Ivanenko · Oroszország                                                           | 4:33,46 |
|                          |                                                                                             |            |                                                                                              |         |                                                                                             |         |
| 4 × 50 m-es gyorsváltó   | Svédország · Magdalena Kuras · Therese Alshammar · Anna-Karin Kammerling · Josefin Lillhage | 1:36,61    | Hollandia · Inge Dekker · Saskia de Jonge · Chantal Groot · Marleen Veldhuis                 | 1:37,27 | Németország · Daniela Samulski · Daniela Götz · Meike Freitag · Annika Lurz                 | 1:38,50 |
| 4 × 50 m-es vegyes váltó | Németország · Janine Pietsch · Janne Schäfer · Antje Buschschulte · Daniela Samulski        | 1:47,55    | Svédország · Therese Alshammar · Rebecca Ejdervik · Anna-Karin Kammerling · Josefin Lillhage | 1:48,14 | Egyesült Királyság · Elizabeth Simmonds · Kate Haywood · Rosalind Brett · Francesca Halsall | 1:48,26 |